# 鷹司政通
鷹司 政通（たかつかさ まさみち）は、江戸時代後期から明治時代初期にかけての公卿。官位は従一位・関白・太政大臣。鷹司家23代当主。曽祖父は閑院宮直仁親王。祖父は関白・鷹司輔平。父は関白・鷹司政煕、母は正室で徳島藩主・蜂須賀重喜の娘・蜂須賀儀子。正室は水戸藩主・徳川治紀の娘・鄰姫（徳川清子）。

## 経歴
文政6年（1823年）に関白に就任、天保13年（1842年）には太政大臣に就任する。5年前後で関白職を辞する当時の慣例に反して安政3年（1856年）に辞任するまで、約33年という前例の無い長期にわたって摂政・関白の地位にあり、朝廷で大きな権力を持った。
弘化3年（1846年）に仁孝天皇が急逝した際には、喪を秘して政通を准摂政として事態の収拾を図った。孝明天皇の信認が厚く、高齢による関白辞任を幾度か奏上したが、留保され安政3年（1856年）9月6日にようやく関白辞任の勅許がおりた。しかしながら辞任後（九条尚忠が後任）も内覧に留まり、依然として朝議に隠然たる影響力を行使した。同年12月9日には関白辞任後は、本来ならば父子間での関白就任で賜るはずの太閤の称号を孝明天皇から特例として贈られる。義弟の水戸藩主・徳川斉昭から異国情勢についてこまめに連絡を受け、孝明天皇に知らせた。
当初は開国論に立っており、ペリー来航に際しては「米国国書の内容は穏当で仁愛に満ちている」「往古には外国と国交を持っていた」「貿易は長崎のみで行えばよい」「惰弱な武士では外国との戦争は無理であろう」という見解を示していた。一方で開国の是非を決めかねている幕府に対しては「朝廷は通商を許可しろとか、あるいは撃ち払えなどと指図はしないが、人心が動揺しないようにしてもらいたい」と申し入れている。幕府が日米修好通商条約への事前勅許を求めてきた際には勅許を与えることを主張したが、安政5年（1858年）1月になると孝明天皇は条約への強い反対を表明する。同年2月22日の朝議で政通は孝明天皇に向かい「幕府と対立すれば承久の乱のような事態を招きかねない」と諫言するが聞き入れられず、2月27日には内覧辞退の意向を上奏する。孝明天皇はなおも意志を曲げず、翌日には辞退受理の意向を示し、3月4日には九条関白が以降は太閤と相談せずに天皇のみの意向を伺うことになった。政通の正式な内覧辞退は幕府との調整により7月27日まで延ばされたが、2月末の時点で政通の内覧は有名無実となっていた。こののち、廷臣八十八卿列参事件の前後に政通は一転して攘夷派となるが、これが安政の大獄において幕府から咎められ、落飾・隠居・慎の処分を受けて出家した。
その後、明治元年（1868年）に死去した。享年80。

## 家族
- 正室：徳川清子(鄰姫) - 徳川治紀娘
  - 三女：麗子 - 久我建通室
- 家女房
  - 長男：輔煕
  - 次男：華園摂信 - 真宗興正寺第27世門主
  - 次女：介子 - 専修寺円禧夫人
  - 四女：興子 - 本照寺攝喜夫人
  - 七女：標子 - 蜂須賀斉裕室
  - 三男：九条幸経
  - 九女：積子 - 伏見宮貞教親王妃
  - 八男：渋谷教応 - 真宗佛光寺第25世門主
  - 十一女：美津子 - 今出川実順室
- 養子
  - 鷹司通子 - 久我建通の娘・前田慶寧室
  - 鷹司任子 - 実妹・第13代将軍徳川家定室
  - 徳大寺公純 - 孫・鷹司輔煕の長男（密子[3]）

## 系譜
東山天皇の男系四世子孫。東山天皇の孫（閑院宮直仁親王の子）で鷹司家を継いだ鷹司輔平の男系後裔。

詳細は皇別摂家#系図も参照のこと。